# José Ramón Ortega Rincón
José Ramón Ortega Rincón (Calarcá, 1930-Santa Rosa de Cabal, 31 de enero de 2023) fue un abogado y político colombiano, que se desempeñó como Gobernador de Risaralda entre 1979 y 1980. 

## Biografía
Nació en Calarcá, al sur del entonces departamento de Caldas, en 1930. Estudió derecho en la Universidad de Caldas y realizó sus prácticas en el municipio de Santa Rosa de Cabal, donde se establecería.
Adscrito al Partido Conservador, se desempeñó como Concejal y Alcalde de Santa Rosa de Cabal. Posteriormente pasó a ser Representante a la Cámara en representación del departamento de Risaralda, desempeñándose como Gobernador de este departamento entre 1979 y 1980, por designación del presidente Julio César Turbay Ayala. Así mismo, fue director del Fondo para la Reconstrucción del Eje Cafetero, creado tras el terremoto de 1999, presidente de la Cámara de Comercio de Santa Rosa de Cabal y vicepresidente de la Academia de Historia de Risaralda.
También destacó como escritor, con obras tales como Nulidades en el Derecho Colombiano y Excepciones Previas y de Mérito, Sancho Gobernador y Bolívar no fue dictador. En 2020 fue condecorada con la Gran Cruz de Risaralda.
Falleció en Santa Rosa de Cabal, el 31 de enero de 2023.